# Anna Benfey
Anna Benfey (geb. Schuppe, auch Anna Benfey-Schuppe; * 19. September 1830 in Landeck; † 27. Mai 1903 in Weimar) war eine deutsche Schriftstellerin und Komponistin.

## Leben
Schuppe kam 1830 als Tochter eines höheren Justizbeamten in Schlesien zur Welt. Sie wuchs in Landeck auf und verbrachte ihre Jugendjahre unter anderem in Brieg, Großglogau, Breslau und Berlin, wo ihr Vater als Obertribunalsrat tätig wurde. Hatte Schuppe sich schon früh für Literatur begeistert und im Alter von elf Jahren erste Gedichte geschrieben, wandte sie sich schon bald der Musik zu. In den 1850er-Jahren erhielt Schuppe in Glogau Kompositionsunterricht bei Ludwig Meinardus und arbeitete anschließend als Musiklehrerin im Glogauer Ursulinenstift. In Breslau nahm sie Stunden bei Moritz Brosig und in Berlin bei Georg Bierling und Hubert Rieß. Sie komponierte schon bald Chor- und Orchesterwerke, darunter eine Ouvertüre zum Götz von Berlichigungen und die Oper Kaiserin Adelheid. Das bekannteste Werk wurde ihre Musik zu William Shakespeares Romeo und Julia, die unter anderem in Gotha und Breslau aufgeführt wurde. Schuppe arbeitete parallel dazu weiterhin als Lehrerin und war unter anderem in Ungarn, Wien und Dresden tätig.
Im Jahr 1879 heiratete sie den jüdischen Schriftsteller Rudolf Benfey, mit dem sie zuvor lange Zeit in schriftlichen Kontakt gestanden hatte und den sie auf seinen Wunsch während einer schweren Erkrankung in München besucht hatte. Nach seiner Genesung fand die Hochzeit statt. Über ihren Mann stand Benfey 1880 in Briefkontakt mit Franz Liszt.
Gemeinsam lebte das Paar unter anderem in Weimar, Graz und Dresden. In Jena verstarb Benfeys Ehemann im Februar 1891. Benfey zog zunächst nach Görlitz und lebte ab 1892 in Weimar. Benfey wurde in hohem Alter zunehmend schwerhörig, sodass sie ihre Tätigkeit als Musiklehrerin aufgeben musste. Sie wandte sich dem Schreiben zu und veröffentlichte seit ihrer Eheschließung vorwiegend Kinder- und Jugendliteratur. Im Jahr 1903 verstarb sie in einem Krankenhaus in Weimar.

## Werke (Auswahl)
- Das Kind und die Tierwelt. Erzählungen für Kinder von 6 bis 11 Jahren. Buchal, Paschka 1888.
- Waldmärchen. Buchal, Paschka 1889.
- Die Frauenfrage und das Christentum. Kupferberg, Mainz 1890.
- Der wilde Siegfried.  Erzählung. Seyfried, München 1891.
- Alte Liebe rostet nicht. Eine Erzählung für das Volk. Seyfried, München 1892.
- Der blonde Josef. Erzählung. Seyfried, München 1892.
- Die bucklige Rosel. Erzählung. Seyfried, München 1892.
- Zwei Frauen. Seyfried, München 1893.
- Friedolin, ein Jünger Gutenbergs. Novelle aus dem 15. Jahrhundert. Kirchheim, Mainz 1895.
- Die Freundinnen und andere Erzählungen für junge Mädchen. Nationale Verlagsanstalt, Regensburg 1896.
- Die Waldheimat. Erzählung. Riffarth, Gladbach 1896.
- Der Zaubergarten. Eine Märchenerzählung. Bonifatius, Paderborn 1897.
- Die Bergfexinnen. 1897.[1]
- Bilder aus dem Mädchenleben. Vier Erzählungen. Kösel, Kempten 1898.
- Glühendes Eisen. Roman. Weichert, Berlin 1900.
- Zwei Märchen. (Das Dorf am See oder die Wasserfrauen. Waldeszauber.) Bonifacius, Paderborn 1900. (Digitalisat)
- Durch Kampf zum Sieg. Erzählung aus Berlins Vergangenheit. Butzon & Bercker, Kevelaer 1901.
- Die ungleichen Schwestern. Erzählung für junge Mädchen. Bucher, Würzburg 1901.
- Laura Bassi. Emanuel Astorga. Zwei geschichtliche Novellen. Styria, Graz 1904.